# 無量寺 (香芝市)
無量寺 (むりょうじ)は、奈良県香芝市下田東にある浄土真宗本願寺派の寺院。正徳山無量寺。

## 概要

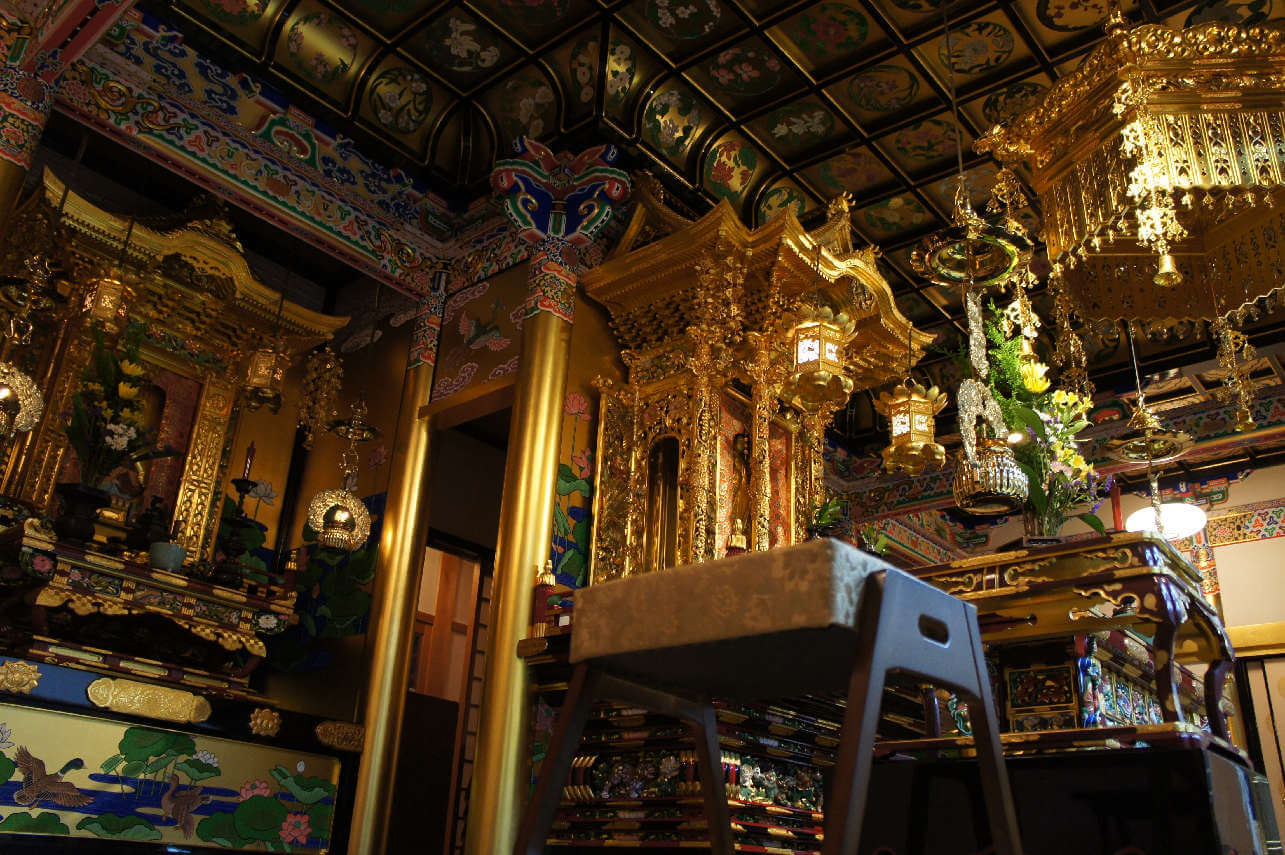
無量寺 内陣

創建は貞享元年(1684年)。現在の本堂は3代目として平成5年(1993年)に再建されたもの。本堂の建築様式は入母屋造、瓦葺きは本瓦葺向拝付である。
本堂に設置されている本尊は阿弥陀如来(渡辺康雲作)。
内陣における天井の構造は漆塗りの折上格天井となっている。金箔地で作成された105枚の天井版には全て異なる花の図柄が描かれている。これは1年余りの時間をかけて絵師により描かれた。

## 主な施設
- 本堂
- 門徒会館
- トイレ
- 駐車場(13台)

## 参拝時間
- 日の出から日の入りまで

## 所在地
〒639-0232 奈良県香芝市下田東4丁目4-10

## 交通アクセス
- JR西日本和歌山線香芝駅から徒歩5分
- 近鉄大阪線近鉄下田駅から徒歩7分

## 周辺情報
- 二上山 (奈良県・大阪府)
- 二上山博物館
- 奈良まほろばサイク∞リング　中将姫ルート(C17)
- 馬見丘陵公園
- 顕宗天皇陵
- 狐井城山古墳

## 脚註
1. ↑  香芝市公式サイト>市政情報>香芝市の紹介 「香芝市の神社仏閣一覧（企画政策課）」